# Бечки Гасометер
Бечки гасометри су четири велика објекта који су коришћени за складиштење гаса. Гасометри су изграђени у склопу комуналних гасовода (Gaswerk Simmering) у 11. бечком округу Симерингу од 1896. до 1899. године. Градски гас је првобитно коришћен само за уличне светиљке, али је 1910. године уведена његова употреба за кување и грејање у приватним кућама. Гасометри су коришћени од 1899. до 1984. за смештај око 90.000 м³ (кубних метара) гаса. Након преласка са градског на природни гас између 1969. и 1978. године, више се нису користили и угашени су. 
Данас се гас може складиштити под земљом или у сферним конструкцијама под много вишим притисцима и у мањим запреминама од релативно великих конструкција бечких гасометара. Године 1978. бечки гасометри су проглашени за заштићене историјске знаменитости.  Сачувани су само спољашњи зидови од опеке. Унутрашње структуре су нашле нову стамбену и комерцијалну употребу.

## Нова намена
Гасометар Б је представљен у филму о Џејмсу Бонду из 1987. Дах смрти, у сцени где генерал Косков стиже у зграду након што је побегао из Братиславе у капсули гасовода, и затим бива спроведен до врха зграде, одакле је одлетео у авиону.
Беч је предузео реконструкцију и ревитализацију заштићених споменика и 1995. године позвао на идеје за нову употребу гасометара. Одабрани дизајни архитеката су завршени између 1999. и 2001. године. Сваки гасометар је подељен на неколико зона за живот (станови на врху), рад (канцеларије на средњим спратовима) и забаву и куповину (шопинг центри у приземљу). Нивои тржног центра у сваком гасомеру повезани су са осталим гасометрима преко пасарела. Историјски спољни зид је конзервиран. Једна од идеја која је одбијена за пројекат био је план архитекте Манфреда Ведорна да се гасометри користе за хотеле и објекте за планирану Светску изложбу у Бечу и Будимпешти.
30. октобра 2001. градоначелник Беча је званично отворио реновиране гасометре, иако су станари почели да се у њих усељавају још у мају 2001.
Унутрашњи садржаји обухватају музичку салу (капацитета 2000 – 3000 људи), биоскоп, студентски дом, општински архив и друге садржаје. У четири куле има око 800 станова (две трећине унутар историјских зидова од цигле) са 1.600 редовних станара, као и око 70 студентских станова са око 250 станара.

Данас ову локацију опслужује метро линја У3 и станица "Гасометер".
- Гасометар А, изнутра
- Гасометар Б, споља
- Гасометар Ц, изнутра
- Гасометар Д, изнутра